# Слатина (Чайниче)
У данного термина есть ещё множество значений, смотрите статью Слатина
Слатина (серб. Слатина, босн. Slatina) — населенный пункт (деревня) в общине Чайниче, который принадлежит энтитету Республике Сербской, Босния и Герцеговина. По результатам югославской переписи населения 1991 года в Слатине проживало 138 человек.

## Население
В населении деревни преобладают мусульмане (боснийцы), также имеется значительное сербское меньшинство.
| 1991                           | - | - | - | - | - | - |
| ------------------------------ | - | - | - | - | - | - |
| 138                            | - | - | - | - | - | - |
| Гистограмма динамики населения |   |   |   |   |   |   |

### Национальный состав населения
На 1991 год:
- сербы — 33 человека (23,91 %);
- хорваты — 0 человек (0,00 %);
- мусульмане — 105 человек (76,09 %);
- югославы — 0 человек (0,00 %);
- другие и неизвестно — 0 человек (0,00 %).